# Deck Dorval
Deck Dorval er et fælles pseudonym for forfatterne Frans van Dooren, Jef Beeckmans og Jos Deckkers. Forfatterne har udgivet 5 romaner på esperanto under dette navn.